# Banumane, Sagar
Banumane là một làng thuộc tehsil Sagar, huyện Shimoga, bang Karnataka, Ấn Độ.